# ترومبوپوئز

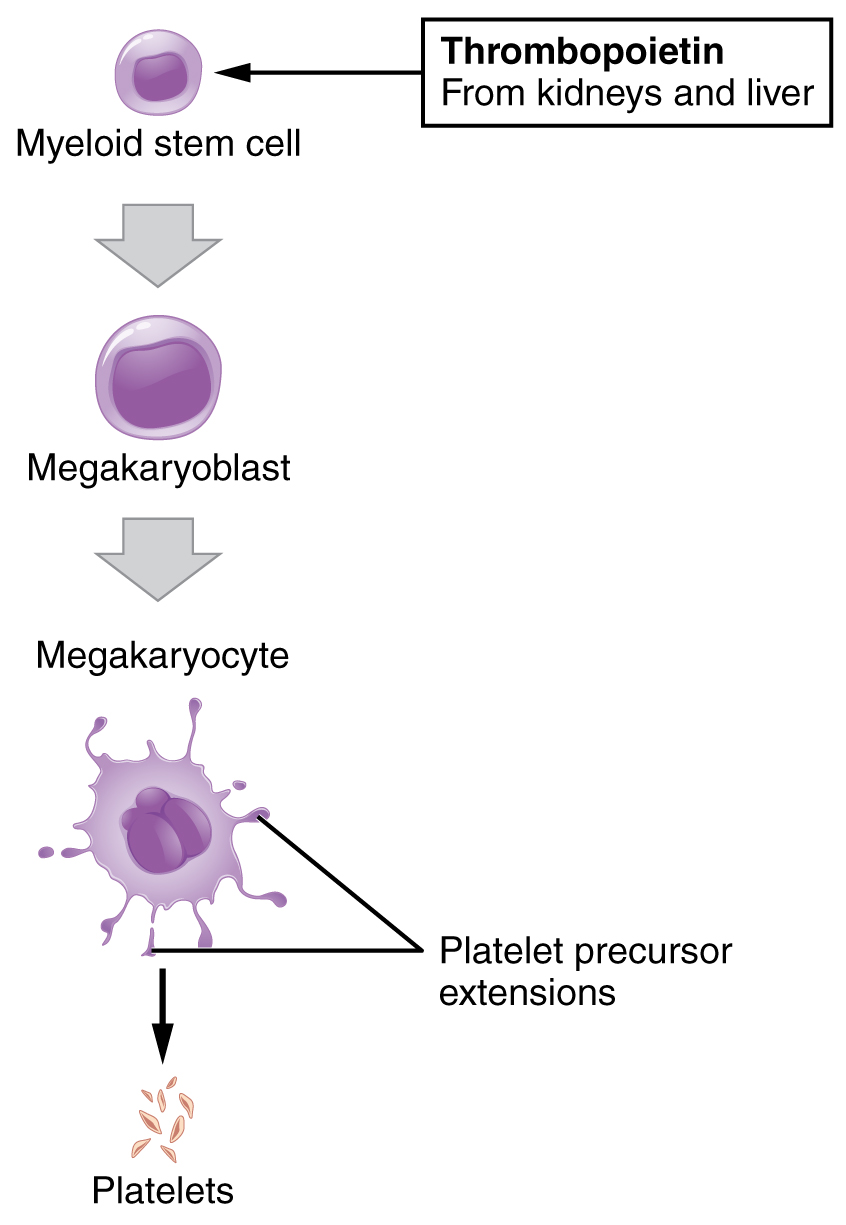

ترومبوپوئز (انگلیسی: Thrombopoiesis) به معنی تشکیل پلاکت‌ها در مغز استخوان است. ترومبوپویتین تنظیم‌کننده اصلی ترومبوپوئز است. ترومبوپویتین بیشتر جنبه‌های تولید پلاکت‌ها را تحت تأثیر قرار می‌دهد. این فرایند شامل نوسازی و گسترش سلول‌های بنیادی خون‌ساز، تحریک افزایش سلول‌های پیش‌ساز مگاکاریوسیت، و حمایت از این سلول‌ها برای تبدیل شدن به سلول‌های تولیدکننده پلاکت است.
فرآیند ترومبوپوئز در اثر تجزیه پروپلکت‌ها (برجستگی‌های کاذب غشای مگاکاریوسیتی بالغ) ایجاد می‌شود. در طول این فرآیند تقریباً تمام غشاها، اندامک‌ها، گرانول‌ها و ماکرومولکول‌های محلول در سیتوپلاسم مصرف می‌شوند. آپوپتوز همچنین با اجازه دادن به فرآیندهای پروپلکتی که از اسکلت سلولی اکتین رخ می‌دهد، در مراحل پایانی ترومبوپوئز نقشی ایفا می‌کند.